# Jean-Baptiste-Marie-François Bresson
Pour les articles homonymes, voir Bresson.
Jean-Baptiste Bresson ou Jean-Baptiste Marie François Auguste de Bresson, né le 15 août 1760 à Darney (Vosges) et mort le 11 février 1832 à Meudon, est un homme politique français, député des Vosges.

## Biographie
Troisième des cinq enfants de Louis de Bresson (1721 - 1771), écuyer, lieutenant général au bailliage de Darney (1754-1771) et subdélégué de l'intendant de Lorraine à Darney, et d’Anne Diez (vers 1730 † vers 1800).
Jean-Baptiste obtient deux maintenues en la noblesse, par le roi Stanislas en 1765, et par lettres patentes du roi Louis XV en date du 30 mars 1773. Il est admis comme élève interne au collège Mazarin à Paris. Il revient à Darney pour s'établir comme avocat au début de la Révolution.
Sa fille, Blanche Edmée Fédora Bresson (18 mai 1800- 18 octobre 1882) fut une romancière, mariée le 19 mars 1822 à Antoine Richard de Montjoyeux (Paris, 22 octobre 1795- Annay, 15 décembre 1874), maire d'Annay, député de la Nièvre puis sénateur de l'Empire, chevalier de la Légion d'honneur.

### Député des Vosges et défenseur de Louis XVI
Il est successivement élu administrateur du district de Darney le 16 juin 1790, député suppléant des Vosges à l'Assemblée législative le 3 septembre 1791, puis député des Vosges à la Convention nationale, le 4 septembre 1792, à 32 ans.
Il siège alors, dans cette période troublée, parmi les modérés du parti Girondin, se faisant, selon ses mots, l’apôtre « de l’évangile de la douce et sage liberté ».
Jean-Baptiste, qui se fait appeler Edmond, fréquente alors le salon littéraire de Sophie Cottin (1770-1807), auteur de romans à succès Claire d’Albe. C’est dans cette maison de Champlan, au sud de Paris que Sophie Cottin reçoit des députés brissotins. Il y noue une liaison passionnée avec la belle Marie de Catuffe, née Farges, qui est sur le point de divorcer d’un vieillard auquel elle a été mariée à quinze ans. Il l'épousera début 1795. 
Le 19 janvier 1793, lors des derniers débats sur le procès de Louis XVI à la Convention, le jeune député Bresson s'oppose à l'exécution du Roi. Il prononce à la tribune de l’Assemblée un discours d'une remarquable hauteur de vues :

« Lorsque, sur la première question, j’ai dit : Louis est coupable, j’ai prononcé d’après la conviction du législateur et non du juge, car je ne le suis pas et une autorité supérieure à la vôtre, ma conscience, me défend d’en remplir les fonctions. Puisque je ne suis pas juge je n’ai pas à ouvrir le code criminel pour y lire ma détermination ; j’ai interrogé le bonheur de mon pays : il est pour moi la loi, la justice suprême. Non, citoyens, nous ne sommes pas juges, car les juges sont prosternés devant une loi égale pour tous, et nous, nous avons violé l'égalité pour faire une exception contre un seul. Nous ne sommes pas juges, car les juges ont un bandeau glacé sur le front et la haine de Louis nous brûle et nous dévore. Nous ne sommes pas juges, car les juges se défendent des opinions sévères : ils les ensevelissent au fond de leurs cœurs, et, ce n'est qu'avec une tardive et sainte honte, qu'ils les laissent échapper, et nous, puisque réduits à nous excuser de la modération, nous publions avec orgueil, la rigueur de nos jugements, et nous nous efforçons de la faire adopter. Nous ne sommes pas juges, enfin, car on voit les juges s'attendrir sur le scélérat qu'ils viennent de condamner et adoucir l'horreur qui l'environne par l'expression de la pitié. Notre aversion poursuit Louis jusque sous la hache des bourreaux et même quelquefois, j'ai entendu prononcer son arrêt de mort avec l'accent de la colère et des signes approbateurs, répondant à ce cri funèbre. Homme d'État, j'oublie les maux que Louis nous a fait sur le trône ; je ne m'occupe que de ceux qu'il pourrait nous faire sur l'échafaud. De longues et silencieuses méditations m'ont convaincu que son existence sera moins funeste à ma pitié que son supplice, et je n'ai pas hésité ; de longues et silencieuses méditations m'ont convaincu que son existence sera moins funeste à ma Patrie que son supplice, et je n'ai pas hésité. Je demande que Louis soit détenu jusqu'à l'époque où la tranquillité permettra de le bannir. »

### Proscrit (1793-1794)
Son attitude courageuse et hardie en osant ne pas voter la mort du roi lui attire la haine des Montagnards. Il fait partie des 44 députés livrés au tribunal révolutionnaire et il est inscrit comme proscrit sur la liste du 31 mai comme 74 députés girondins mis en accusation par la Convention et décrétés hors la loi.
Arrêté, il parvient miraculeusement à s'échapper de prison. La tradition familiale rapporte qu’il avait le sommeil profond. S’étant endormi dans sa cellule, derrière une botte de paille, il y aurait été oublié, porte ouverte, lors d’un transfert de prisonniers. Déguisé en maçon, il va provisoirement se cacher… à la Convention, sous l’estrade de l’Assemblée, dont il avait arraché quelques lames de parquet. Il y demeure deux jours, se sachant recherché.
Lorsque les discours de ses accusateurs montagnards lui donnent le sentiment qu’il pouvait risquer une sortie, il quitte Paris et parvient à gagner les Vosges, à pied. Il y vit caché dans une maison de forestier, aux environs de Contrexéville, jusqu'à la chute de Robespierre. Jean-Baptiste Bresson occupe son temps à des travaux d'ébénisterie, en particulier de marqueterie.

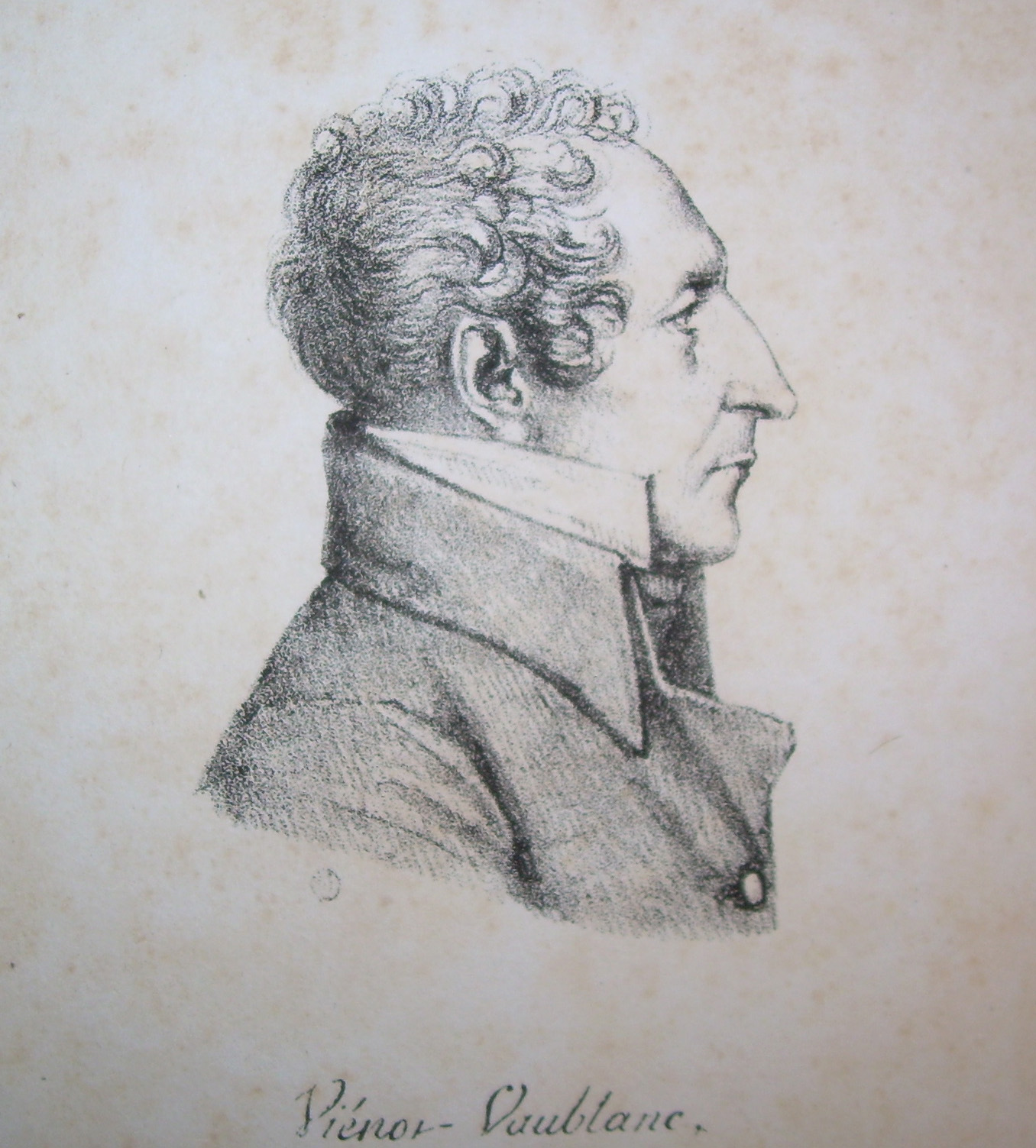
Comte de Vaublanc

Jean-Baptiste ne reparaît à Paris que le 8 décembre 1794, ayant été réhabilité, pour réintégrer la Convention thermidorienne. Il y disserte sur les assignats et sur le projet de Constitution, puis, en 1795, fait imprimer ses Réflexions sur les bases d'une constitution, dont le véritable auteur n'est autre que Vincent-Marie de Vaublanc encore proscrit à l'époque. Ce texte attaque la constitution de 1793.
En octobre 1795, les Bresson cachent chez leur amie Sophie Cottin ce même Vaublanc, proscrit politique, meneur royaliste, condamné à mort par le Directoire. Vaublanc écrit dans ses mémoires : Je trouvai encore mon digne ami, le généreux M. Bresson. Il me conduisit chez lui, et de là à la campagne, chez madame Cottin, dont sa femme était l'amie. J'y reçus la plus généreuse hospitalité.
Le courageux Bresson n’en poursuit pas moins sa carrière politique républicaine. Le 15 octobre 1795 (23 vendémiaire an IV) il est élu député au « Conseil des Cinq-Cents » par plusieurs départements et opte pour représenter à nouveau celui des Vosges.
Bresson quitte cette assemblée et la vie politique en 1798 (An VI) pour entrer dans la magistrature, au tribunal du département des Vosges, à Épinal.
L'année suivante, son adhésion au coup d’État de Bonaparte, le 18 Brumaire, lui donne l’occasion de poursuivre une carrière parisienne.

### Ministre plénipotentiaire de l'Empire
Dès 1800 (an VIII), il est placé en disponibilité de la magistrature, Talleyrand l’ayant nommé « chef de la division des Fonds et de la comptabilité » du ministère des Relations extérieures. Le traitement de Bresson, qui a rang de ministre plénipotentiaire, est de 10 000 francs par an. Il est porté à 12 000 francs en 1802, puis l'année suivante à 18 000 francs, niveau élevé auquel il se stabilise. Il dispose également d'un appartement de fonction dans le bâtiment du ministère.
Bresson est fait chevalier de la Légion d'honneur le 14 juin 1804, 25 prairial an XII.
En 1815, Bresson occupe toujours la position de « chef de la division des fonds et de la comptabilité » du ministère des Affaires étrangères, toujours en disponibilité de la magistrature.
En décembre 1815, le ménage Bresson cache, avec l'aide d'Amable de Baudus, le comte de La Valette, ancien ministre bonapartiste condamné à mort et évadé. Ce proscrit demeure plusieurs semaines dans leur appartement de fonction... au cœur même du ministère des Affaires étrangères.
Les Bresson ne seront jamais soupçonnés et Jean-Baptiste Bresson prend paisiblement sa retraite en 1825, dans une maison sise au Moulineaux sur la commune de Meudon auprès de l’abbé Bresson, frère aîné de Jean-Baptiste.

## Sources
- « Jean-Baptiste-Marie-François Bresson », dans Adolphe Robert et Gaston Cougny, Dictionnaire des parlementaires français, Edgar Bourloton, 1889-1891 [détail de l’édition]
- Biographie universelle, ancienne et moderne..., Joseph Fr Michaud, Louis Gabriel Michaud, ed. A. T. Desplaces, 1843
- Nouvelle biographie générale depuis les temps les plus reculés jusqu'à nos jours..., Jean Chrétien Ferdinand Hoefer, ed. Firmin Didot frères, 1857
- La Liberté de l'Est, 24 /08/1960 : La dynastie des Bresson.
- Le grand livre des élus vosgiens, 1791-2003, Bertrand Munier, ed. Gérard Louis, 2003
- Les Vosgiens célèbres, Albert Ronsin, ed. Gérard Louis, 1990
- Les décapités de la Révolution : BRESSON Jean-Baptiste Marie François
- « Cote LH/358/73 », base Léonore, ministère français de la Culture